# Nanwang
Nanwang (南旺镇; Nánwàngzhèn) är en köping i Wenshang härad i Jining storstadsområde  i Shandongprovinsen i Kina.
Området runt Nanwang är den högsta punkten för den historiska Stora kanalen, och med början 1411 uppfördes Nanwang vattenregleringssystem i området för att kontrollera flödet i kanalen.